# Gran Premi d'Europa del 1993

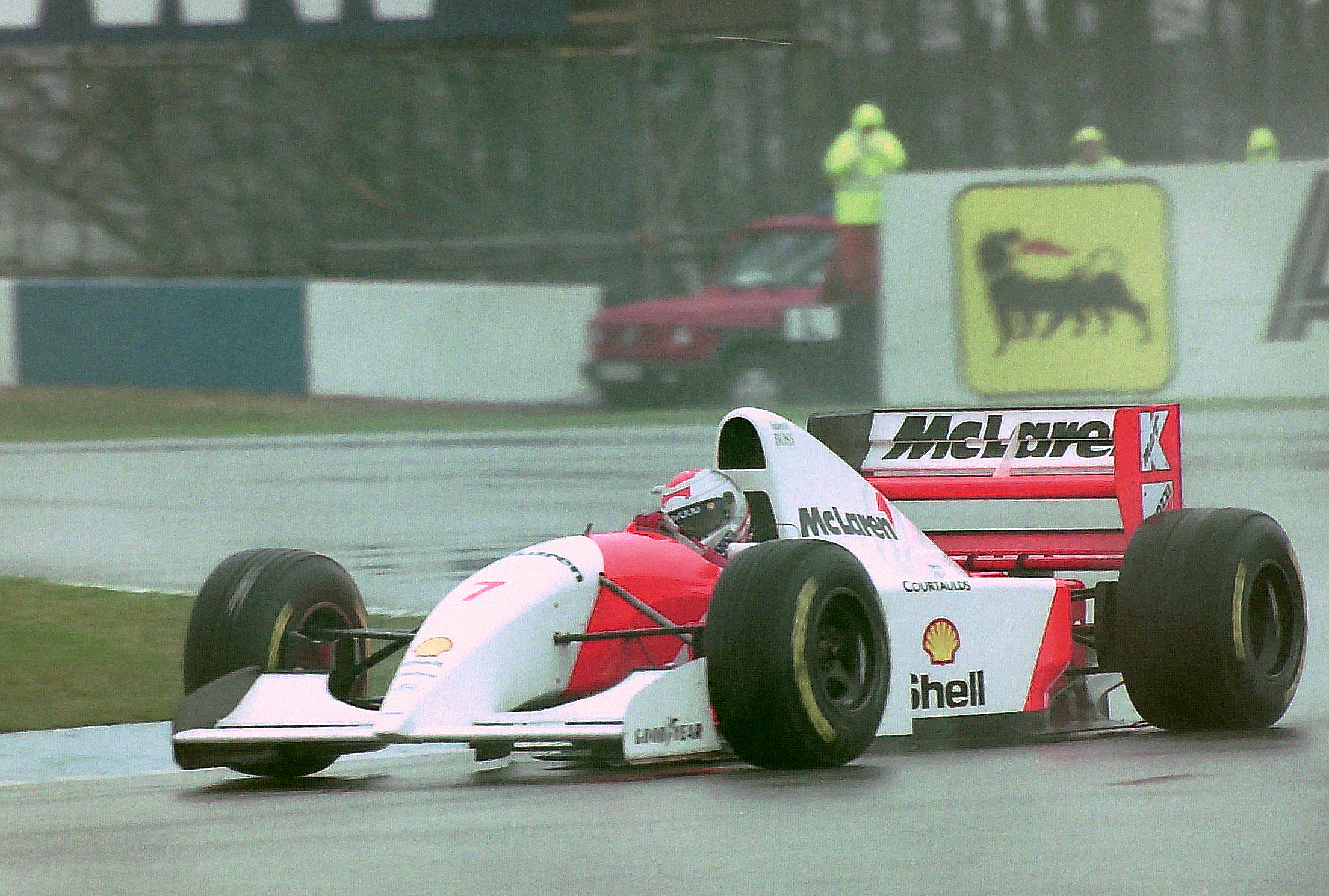
Imatge del vehicle de Michael Andretti durant la cursa.

El Gran Premi d'Europa de Fórmula 1 de la temporada 1993 va ser disputat l'11 d'abril del 1993, al circuit de Donington Park.

## Resultats de la cursa
| Pos | No | Pilot                | Equip                   | Voltes | Temps/ Retirada   | Pos. de sortida | Punts |
| --- | -- | -------------------- | ----------------------- | ------ | ----------------- | --------------- | ----- |
| 1   | 8  | Ayrton Senna         | McLaren - Ford          | 76     | 1h 50' 47. 4      | 4               | 10    |
| 2   | 0  | Damon Hill           | Williams - Renault      | 76     | + 1' 23. 199 min. | 2               | 6     |
| 3   | 2  | Alain Prost          | Williams - Renault      | 75     | + 1 Volta         | 1               | 4     |
| 4   | 12 | Johnny Herbert       | Lotus - Ford            | 75     | + 1 Volta         | 11              | 3     |
| 5   | 6  | Riccardo Patrese     | Benetton - Ford         | 74     | + 2 Voltes        | 10              | 2     |
| 6   | 24 | Fabrizio Barbazza    | Minardi-Ford            | 74     | + 2 Voltes        | 20              | 1     |
| 7   | 23 | Christian Fittipaldi | Minardi - Ford          | 73     | + 3 Voltes        | 16              |       |
| 8   | 11 | Alessandro Zanardi   | Lotus - Ford            | 72     | + 4 Voltes        | 13              |       |
| 9   | 20 | Érik Comas           | Larrousse - Lamborghini | 72     | + 4 Voltes        | 17              |       |
| 10  | 14 | Rubens Barrichello   | Jordan - Hart           | 70     | Alim. combustible | 12              |       |
| 11  | 21 | Michele Alboreto     | Lola - Ferrari          | 70     | + 6 Voltes        | 24              |       |
| Ret | 9  | Derek Warwick        | Footwork - Mugen-Honda  | 66     | Caixa canvi       | 14              |       |
| Ret | 25 | Thierry Boutsen      | Prost - Renault         | 61     | Part Mecànica     | 19              |       |
| Ret | 4  | Andrea de Cesaris    | Tyrrell - Yamaha        | 55     | Caixa canvi       | 25              |       |
| Ret | 27 | Jean Alesi           | Ferrari                 | 36     | Caixa canvi       | 9               |       |
| Ret | 10 | Aguri Suzuki         | Footwork - Mugen-Honda  | 29     | Caixa canvi       | 23              |       |
| Ret | 19 | Philippe Alliot      | Larrousse - Lamborghini | 27     | Col·lisió         | 15              |       |
| Ret | 5  | Michael Schumacher   | Benetton - Ford         | 22     | Accident          | 3               |       |
| Ret | 26 | Mark Blundell        | Ligier - Renault        | 20     | Accident          | 21              |       |
| Ret | 28 | Gerhard Berger       | Ferrari                 | 19     | Suspensions       | 8               |       |
| Ret | 30 | Jyrki Järvilehto     | Sauber                  | 13     | Direcció          | 7               |       |
| Ret | 3  | Ukyo Katayama        | Tyrrell - Yamaha        | 11     | Embragatge        | 18              |       |
| Ret | 25 | Martin Brundle       | Ligier - Renault        | 7      | Accident          | 22              |       |
| Ret | 29 | Karl Wendlinger      | Sauber                  | 0      | Col·lisió         | 5               |       |
| Ret | 7  | Michael Andretti     | McLaren - Ford          | 0      | Col·lisió         | 6               |       |
| NVQ | 22 | Luca Badoer          | Lola - Ferrari          |        |                   |                 |       |

## Altres
- Pole: Alain Prost 1' 10. 458
- Volta ràpida: Ayrton Senna 1' 18. 029 (a la volta 57)